# Vöröstorony
Vöröstorony, más néven Porcsesd (románul Turnu Roșu, 1964-ig Porcești, németül Portschescht vagy Schweinsdorf) falu Romániában, Szeben megyében, Porcsesd község központja.  Nagyszebentől 24 kilométerre délkeletre, az Olt bal partján fekszik, az azonos nevű szoros bejáratához közel.

## Nevének eredete
A Porcsesd név a 'disznó' jelentésű román porc szóból származik. A 14. században Disznajó-ként szerepelt (1364-ben Gyznoyow, 1366-ban Diznoio, 1385-ben Dyznov), 1488-ban németesen Porckendorff-ként, majd 1496-ban először mint Portschest. A szorosban álló, Bojca községhez tartozó várromról előbb vasútállomását nevezték el, majd magát a falut is.

## Története
A falu területén bronzkori leleteket tártak fel. A római korban kőfejtő és rézbánya volt itt. Bár először magyaros névalakban említették, nincs nyoma középkori katolikus lakosságának. 1366 és 1476 között a havasalföldi vajdák birtoka volt. A 18. század elején papírmalmot létesítettek benne. Ortodox apácakolostorának létezéséről onnan tudunk, hogy Olsavszky Mihály csernekhegyi görögkatolikus püspök 1747-ben az itteni apácák elűzését sürgette. 1786-ban tekintélyes méretű falunak számított 1112 lakossal és 5 pappal. A lakosok 79%-a volt jobbágy, 16%-a zsellér. Megbecsültek voltak az itteni szűcsök. Céhüket 1808-ban alapították, 1849-ben 208 mester és céhlegény tagja volt. Talmácsszékhez, 1876-tól Szeben vármegyéhez tartozott. 1897-ben megépült az Alvinc–Vöröstorony vasút. 1900-ban egy tűzvész házainak egyharmadát elpusztította, a károsultak közül sokan Amerikában vállaltak munkát, a legtöbben sosem tértek haza. 1923-ban népbankot hoztak létre a faluban. 2005-re befejeződött az Olt szabályozása, és ezzel együtt az éves rendszerességgel bekövetkező árvizek visszaszorítása.

## Lakossága
1850-ben 1839 lakosából 1800 volt román és 38 cigány nemzetiségű; egy kivételével valamennyien ortodox vallásúak.
2002-ben 1943 lakosából 1925 volt román és 15 cigány nemzetiségű; 1924 ortodox vallású.

## Nevezetességek
- A falu ortodox templomát Matei Basarab havasalföldi vajda alapította 1653-ban. Az eredeti templomból fennmaradt a hajó és az előtér, mindkettő csegelyes kupolájú. Látszanak az eredeti festés részletei, amelyek az ószövetségi prófétákat és a hajó kupoláján a Pantokrátort ábrázolják. A 18. század elején tornácot, 1750-ben tornyot építettek hozzá. 1827–28-ban hajóját kelet felé meghosszabbították és mellékapszisokat építettek. Ritkaság, hogy a votív képet kívül, az északi homlokzaton helyezték el. Ezen Matei Basarab látható a feleségével. Ugyanezen a felületen 1750-ből származó freskók is találhatók: Szent György, az Istenanya a gyermekkel, alatta cirill betűkkel a három festő neve és az évszám. A nyugati homlokzaton négy falmélyedésben az evangélisták, a tornác belső falán az Utolsó ítélet látható. A festményeket 1993–98-ban restaurálták.
- A falutól délkeletre hatvan hektáron terül el az őslénytani rezervátum, amelynek létezése a népi kőbányászatnak köszönhető. Az itteni mészkő 53 millió éves. A fosszíliák között kagylókon és csigákon kívül hatvan féle hüllő maradványait különböztették meg. A területből 26,4 hektár áll védelem alatt.
- Az 1896-ban épült, tekintélyes méretű vasútállomás. 1918-ig itt működött a vasúti vámhivatal.
- A falutól három kilométerre délkeletre, a Curechiuri nevű magaslaton áll az a kolostor, amelynek elődjét 1761-ben Buccow tábornok parancsára rombolták le. Az első kolostor alapításának időpontja kérdéses. A feltárások során egy 1601-ből származó, feliratos téglát és egy 1661-ből keltezett fazsindelyt találtak. Az elpusztult kolostor helyén 1850-ben építettek újra egy kis templomot. A mai kolostort és fatemplomot 1994-ben szentelték fel, sőt mára a villanyt és a vizet is bevezették. 2009 óta újabb templomot építenek.
- A falubeli templom mellett, az egykori iskola épületében 1978-ban rendezték be a falu múzeumát.

## Képek

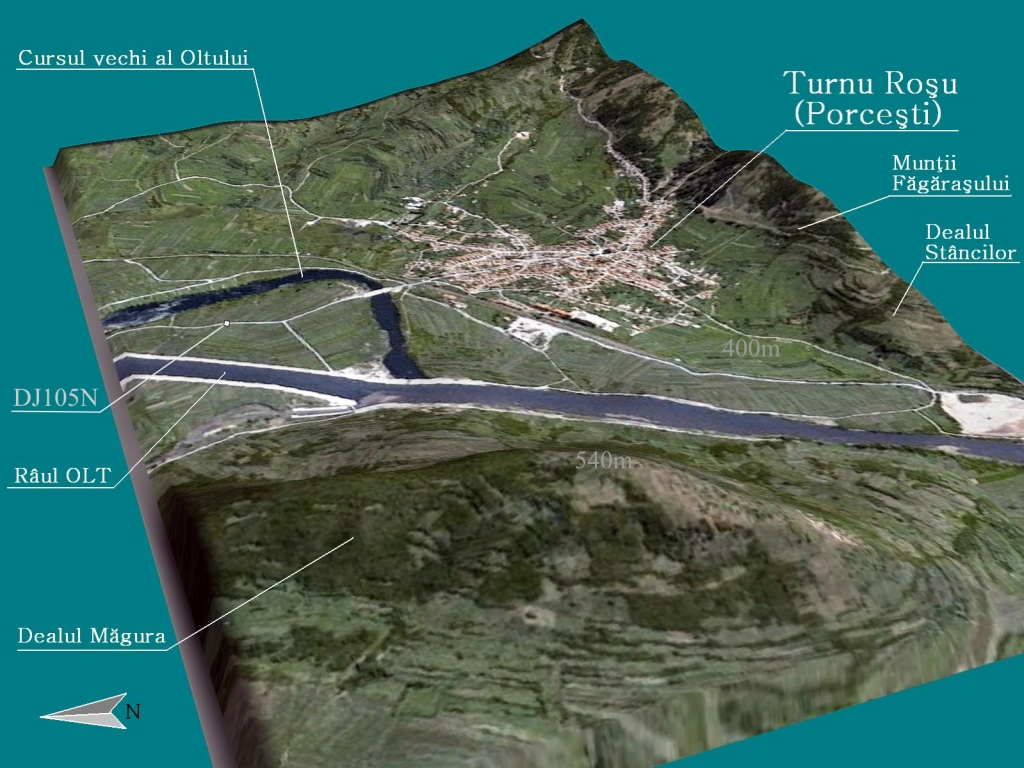
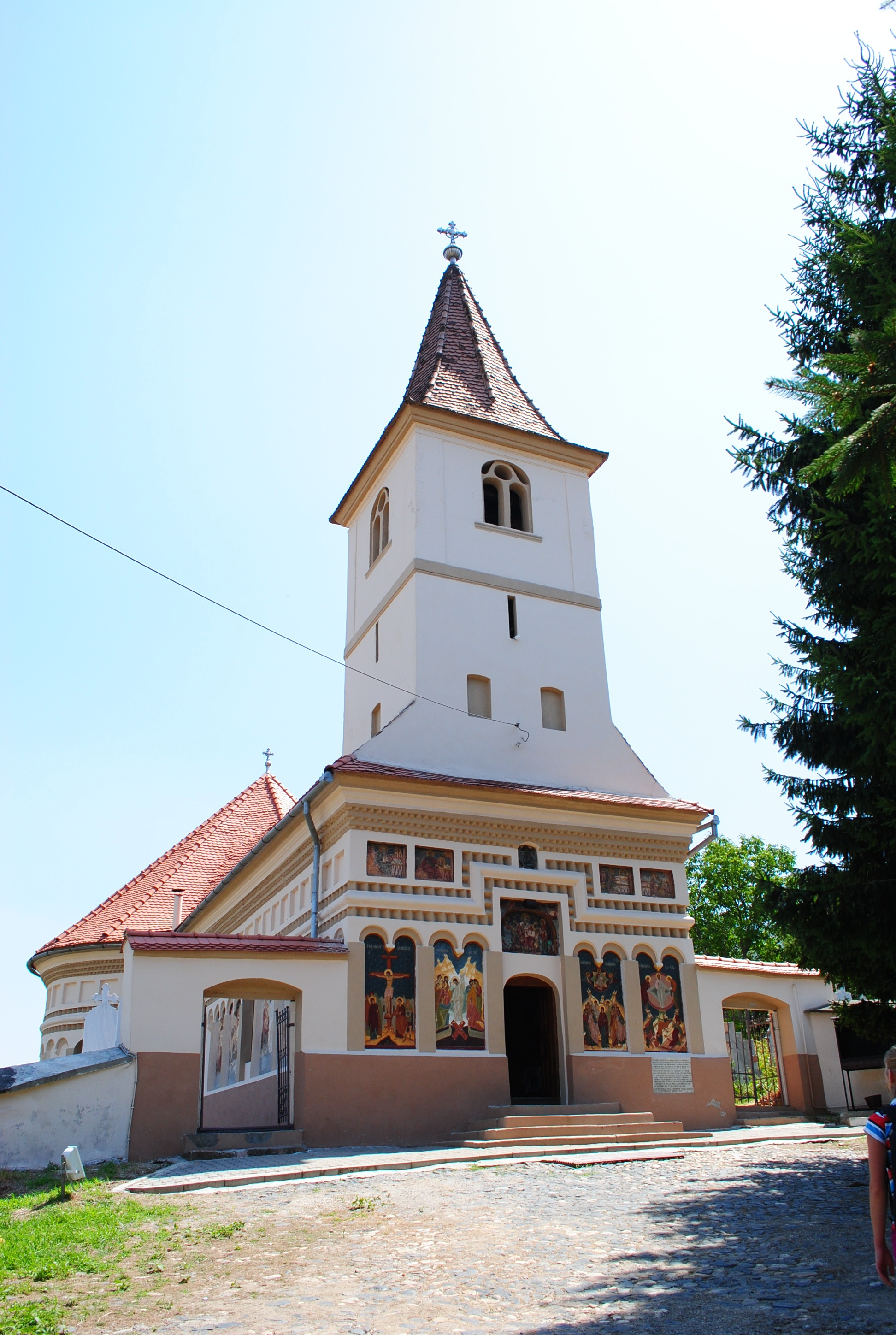
Az ortodox templom
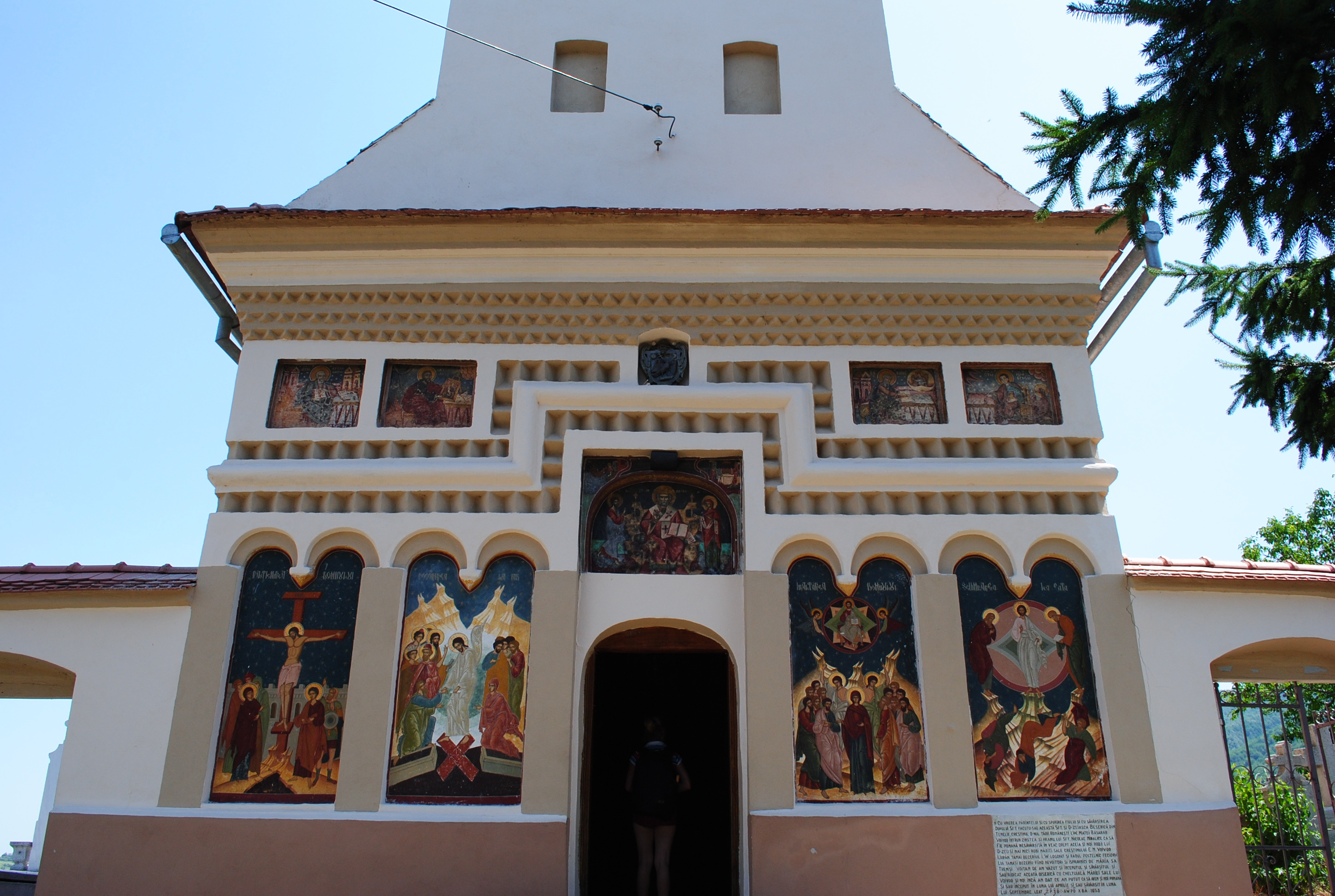
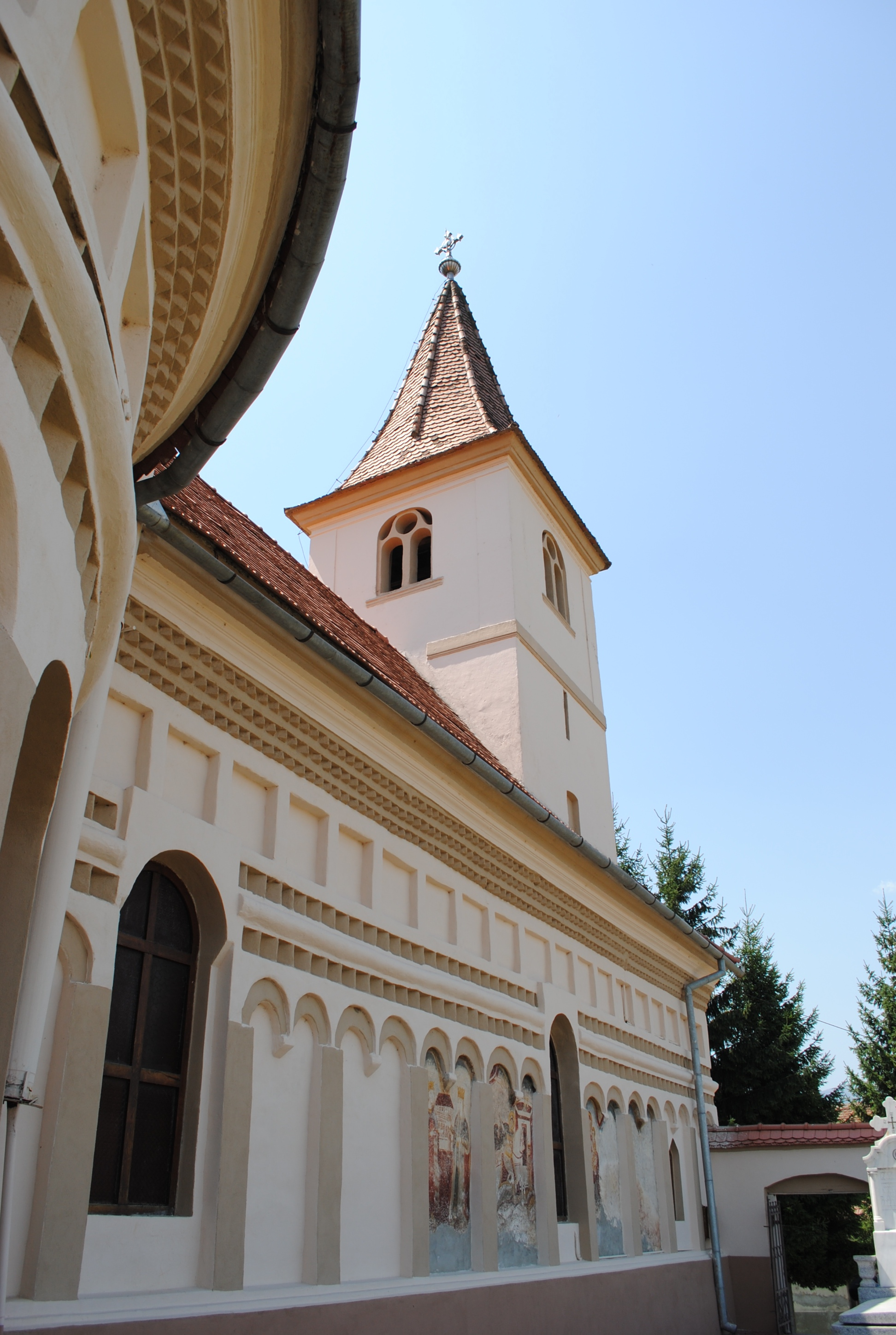
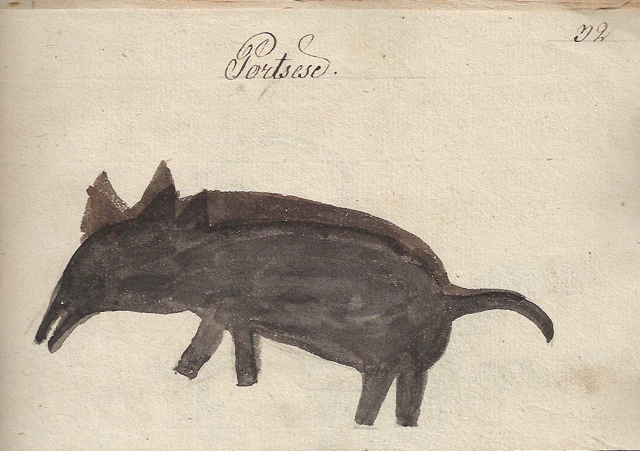
A falu egykori marhabélyege